# Fraires
Fraires, és una partida en part constituïda per camps de conreu del terme municipal de Conca de Dalt, al Pallars Jussà, a l'antic terme de Toralla i Serradell, en el territori del poble d'Erinyà.
Està situada al sud-est d'Erinyà, a l'esquerra i a prop del riu de Serradell. Està envoltada per les pertides de les Rieres (nord-oest), les Planes (nord-est) i l'Acampador (sud).